# Ubuntu TV

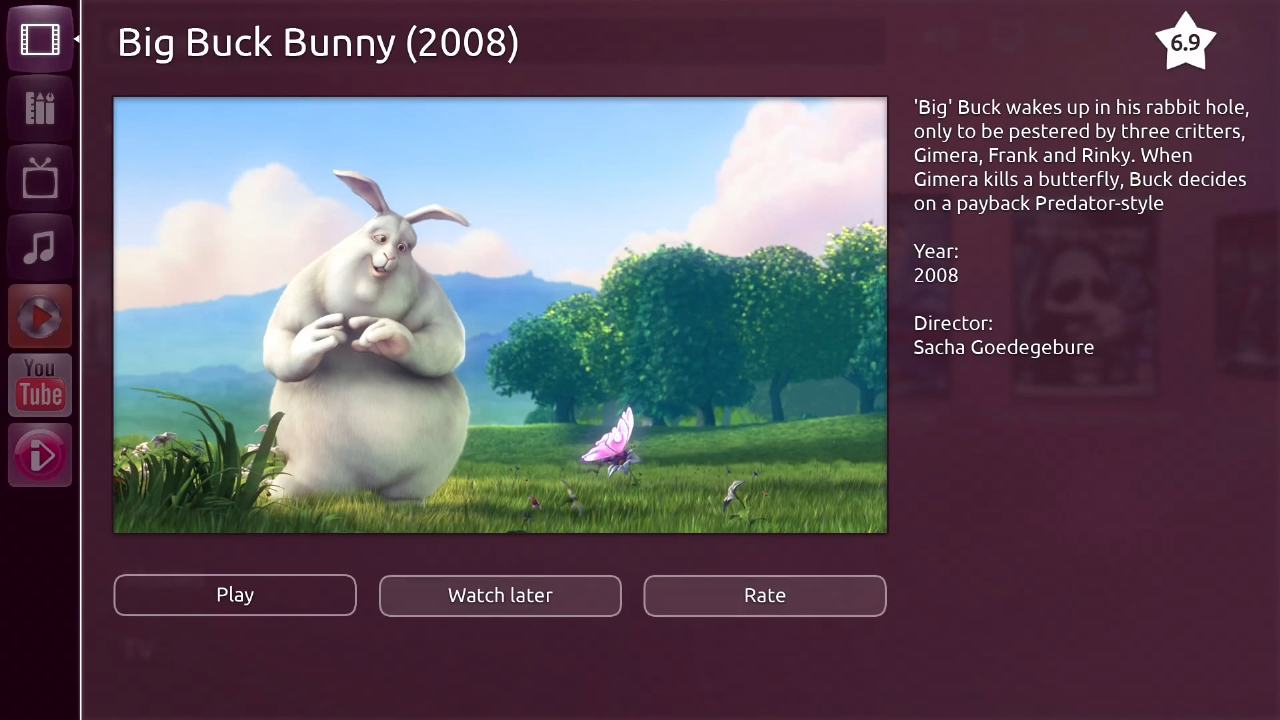
Ubuntu TV funcionando

A Ubuntu TV é um sistema operacional para Smart TVs desenvolvido pela Canonical Ltd., baseado no sistema operacional Ubuntu e na interface de usuário Unity.
A Ubuntu TV é uma distro Ubuntu especialmente desenvolvida para sistema embarcado em televisões que foi anunciada durante a CES 2012 com o slogan "TV for human beings", algo como "TV para seres humanos" em português. Sua apresentação foi realizada durante a Mobile World Congress 2012.

## Características
Baseada na versão 12.04 do Ubuntu, é esperado que a Ubuntu TV tenha sua própria loja de filmes, a possibilidade de gravar e exibir vídeos, suporte a DVD e Disco Blu-ray, habilidade de streaming de músicas, fotos e vídeos do computador para a TV e aplicativos desenvolvidos especialmente para Ubuntu TV.